# Vetle Vinje
Vetle Vinje (født 14. marts 1962 i Oslo) er en norsk geofysiker samt tidligere roer.

## Sportslig karriere
Vinje var en del af den norske dobbeltfirer, der opnåede en række store resultater i 1980'erne. Han var med til OL 1984 i denne båd, der blev nummer otte. Efter dette OL blev der skiftet ud i båden, som udover Vinje herefter bestod af Alf Hansen, Lars Bjønness og Rolf Thorsen. Disse fire vandt guld i 1985, bronze i 1986 og sølv i 1987 ved VM. og var dermed blandt favoritterne ved Ol 1988 i Seoul. Nordmændene indledte med at vinde i det indledende heat og fulgte op med sejr i semifinalen, mens de i finalen sluttede halvandet sekund efter de sejrende italienere, men sikrede sig sølvmedaljerne foran den østtyske båd.

## Videnskabelig karriere
Vinje tog hovedfag i geofysik ved Universitetet i Oslo. Han har siden 2005 arbejdet med seismisk processering.

## OL-medaljer
- 1988:  Sølv i dobbeltfirer